# Praça Raul Soares
El Praça Raul Soares és una de les principals places de Belo Horizonte. Construït en l'estil francès, és a la confluència de quatre grans avingudes: Oleguário Maciel, Augusto de Lima, Amazonas i Bias Fortes. La plaça rep el seu nom en honor de qui fou president de Minas Gerais, Raul Soares de Moura. Al llarg de la història de la ciutat, es va produir una devaluació gradual de l'espai urbà al voltant de la plaça, especialment a la llum de la criminalitat i la inseguretat nit. No obstant això, el 2008, ha estat objecte de reformes de revitalització que van ser aprovats pel Programa de la prefectura i van arribar a costar 2 milions i 600 mil nous bancs reais.